# Первомайський пересувний робітничо-селянський театр
Первомайський робітничо-селянський пересувний театр — український театр, заснований Володимиром Магаром, що діяв 1920-х років у Первомайській окрузі.

## Загальні відомості
1923 В. Г. Магар створив самодіяльний драматичний гурток в рідному селі Кальниболота на Єлисаветградщині. Згодом на основі цього гуртка сформувався Первомайський пересувний робітничо-селянський театр. За рішенням Окрполітосвіти Первомайщини організацію українського робсельтеатру було доручено В. Г. Магару. Він скомплектував колектив з 22 чоловік і театр виїхав працювати в округу.
Обслуговували 5 районів Первомайської округи (Врадіївський, Любашівський, Хащуватський, Савранський, Кривоозерський), де дали 63 вистави, на яких побували біля 20 000 глядачів. Про популярність театру в селах говорить те, що черги за квитками займали навіть з 2-ї години ночі. Успішно виступав театр також для робітників. Виступали на цукровому заводі ім. Томського, в селищі залізничників станції Гайворон, куди театр запрошували навіть на повторні гастролі. У селі Хащувате трупа привела в порядок місцевий занедбаний клуб і попри попередній скептицизм місцевих мешканців щодо театрів, замість 7 запланованих вистав вдалось дати 15, на які глядачі йшли з задоволенням.
Театр розвивав такі своєрідні форми театрального мистецтва, притаманні самодіяльним театрам, як «жива газета», «синя блуза».
Первомайська Окрполітосвіта приділяла театру серйозну увагу, ставила питання перед Окрвиконкомом про дотацію театру на суму не менше 3000 крб. на 1927—1928 роки.
Підтримував театр також тодішній секретар партійного окружкому Дем'ян Коротченко. На запитання до В. Магара, що бракує театру, він отримав відповідь «Знань його керівникові». Після чого В. Г. Магар отримав рекомендацію на навчання в Києві, а згодом став знаним режисером, здобув звання Народного артиста СРСР.

## Репертуар
- Наталка Полтавка
- Циганка Аза
- Яблуневий полон
- Квадратура кола
- Рожеве павутиння
- Рейки гудуть
- Вирок
- Республіка на колесах
- Революційні п'єси: «97», «Розбійник Кармелюк», «Злочин старости Димбовського», «Комуна в степах», «Овеча криниця», «Підземна Галичина».

## Керівництво театру
- Магар В. Г. (Райський) — уповноважений театру
- Гринько Г. І. — художній керівник
- Чернов І. — помічник режисера
- Витчинін В. — суфлер
- Завтонова П. К. — костюмер

## Актори
- Броневська Л. К.[4]
- Броневська М. К.
- Бойченко О. М.
- Бойченко Е.
- Вайсман Л.
- Гайденко І. О.
- Гончарова Е. М.
- Зірка Н.
- Завтонов В. А.
- Крупіна П.
- Кравченко Г. О.
- Монтієнко К. С.
- Орлик М.
- Скалівська Ф.
- Хвиля К.
- Ерліх М.